# Спартивенто (Калабрия)
Спартиве́нто (итал. Capo Spartivento) — мыс в Италии, в исторической области Бруттий, южная оконечность полуострова Калабрия:
Италия имеет форму сапога. Капо-Спартивенто — это его носок, Капо-С. Мария — его каблук. Средняя часть подметки образуется из залива Таранто.Аркадий Аверченко, Специалист по военному делу
В античности назывался Гераклей (мыс Геракла, др.-греч. Ἡράκλειον, лат. Heracleum, Herculis promunturium).
На мысе находится маяк.
2 июня 1943 года у мыса Спартивенто эсминцами «Джервис» и «Василисса Ольга» потоплен итальянский миноносец Castore.